# 蘇敬恒
蘇 敬恒（そ けいこう、スー・チンヘン、英語: Su Ching-heng、1992年11月10日 - ）は、台湾の男子バドミントン選手。

## 経歴
2020年まで5歳年上の廖敏竣とペアを組んでいた。このペアでのBWF世界ランキングは最高10位まで到達した。
2022年から2023年までは、7歳年下の葉宏蔚とペアを組む。